# Celles qui aimaient Richard Wagner
Celles qui aimaient Richard Wagner è un film del 2011 diretto da Jean-Louis Guillermou.

## Trama
La trama del film gioca su due periodi spazio-temporali: nel 2011 a Parigi, e negli anni 1842-1883 in vari paesi europei percorsi dal compositore Richard Wagner. Una giovane donna, Judith, ha un profondo amore per Wagner e sarà la chiave per entrare nell'universo wagneriano. Grazie a Judith, si trovano personaggi identici in entrambi i periodi.

## Produzione
Il film è stato girato con un budget stimato di 1.300.000 di euro.